# Arachnis flos-aeris
Arachnis flos-aeris es una especie de orquídea. Es originaria de Malasia.

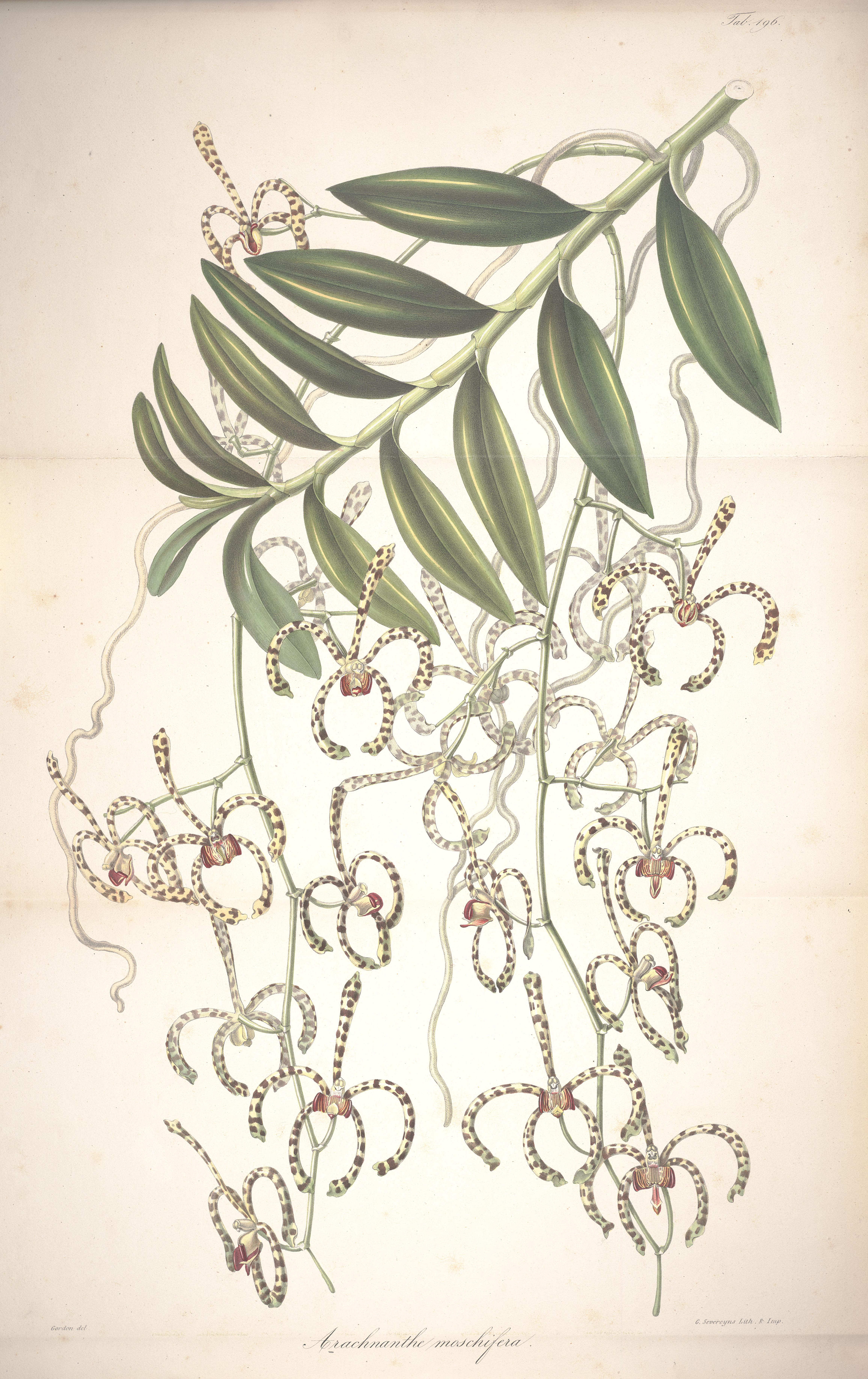
Ilustración

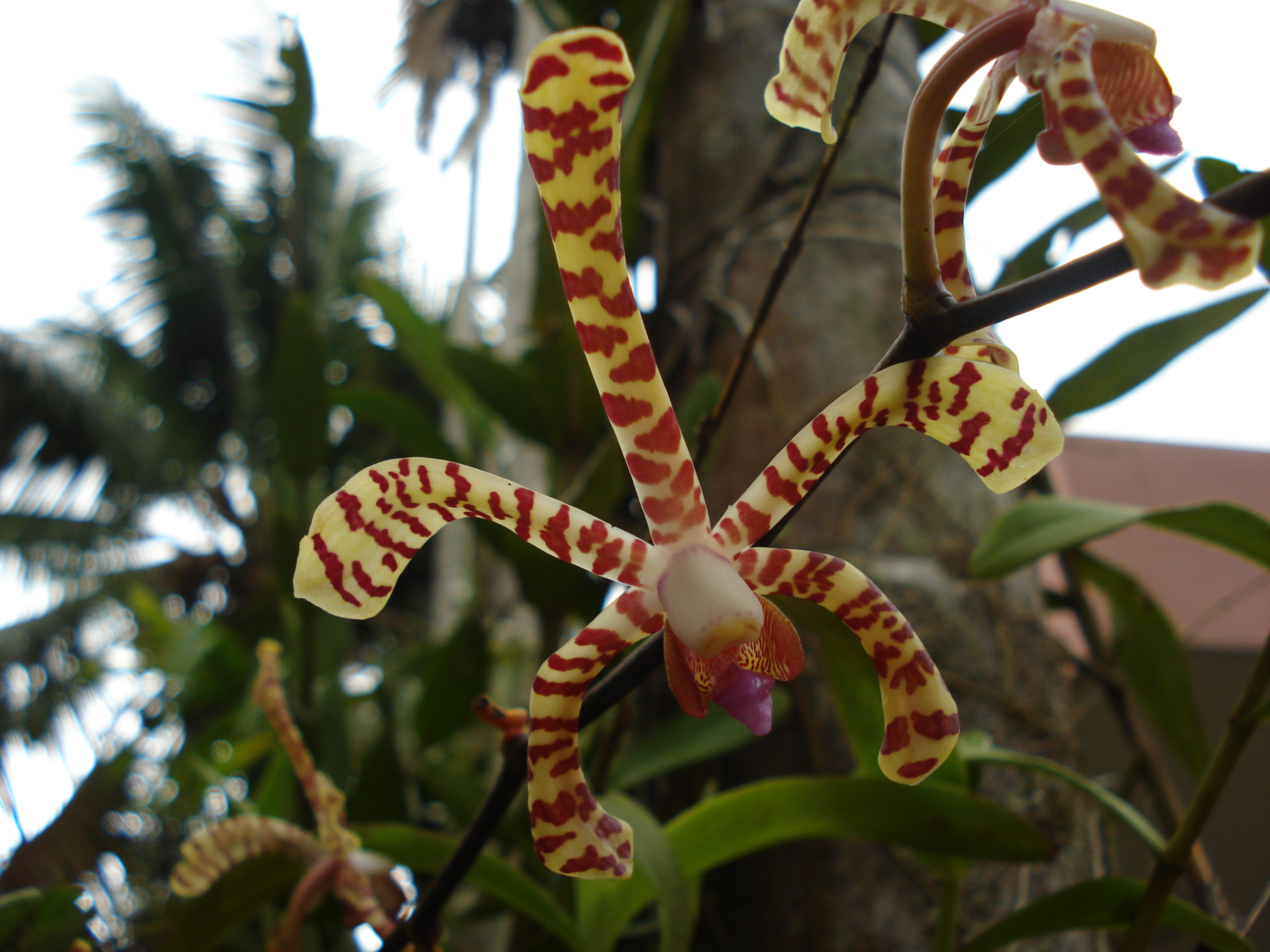
Detalle de la flor

## Descripción
Es una orquídea de gran tamaño, monopodial que prefiere clima cálido, trepadora epífita o a menudo litofita con tallos cilíndricos, alargados, que llevan hojas liguladas o linear-oblongas, curvadas, ligeramente torcidas, con muescas y reducidas gradualmente hacia el ápice,  las hojas basales se mezclan, a intervalos con las raíces. Florece en una inflorescencia simple o ramificada, axilar , de 120 cm de largo, ascendente a caídas con muchas flores muy separadas que tienen un fuerte a almizcle de dulce aroma y que aparecen en ambientes húmedos casi continuamente, pero la mayoría en el otoño.

## Distribución y hábitat
Se encuentra en la península de Malasia y Sumatra, Java, Borneo y Filipinas en los manglares y a lo largo de los ríos desde el nivel del mar hasta los 1000 metros.

## Taxonomía
Arachnis flos-aeris fue descrita por (L.) Rchb.f. y publicado en Botanisches Centralblatt 28: 343. 1886.
Etimología
Arachnis: nombre genérico que procede da la latinización de la palabra griega: αράχνη (arachnis) que significa "araña", en referencia a la forma de sus flores.
flos-aeris: epíteto latino que significa "flor aérea".
Sinonimia
- Arachnanthe flos-aeris (L.) J.J.Sm.
- Arachnis flosaeris (L.) Schltr.
- Epidendrum flos-aeris L.	basónimo
- Limodorum flos-aeris (L.) Sw.
- Renanthera flos-aeris (L.) Rchb.f.[3][4]